# Palthis heteropalpa
Palthis heteropalpa là một loài bướm đêm trong họ Noctuidae.